# Alsóstubnya
Alsóstubnya (szlovákul Dolná Štubňa, németül Unter-Stuben) egykor önálló község, ma Stubnyafürdő városrésze Szlovákiában, a Zsolnai kerület Stubnyafürdői járásában.

## Fekvése
Stubnyafürdő központjától 2 km-re délre fekszik.

## Története
1281-ben „villa Kosmas” néven említik először. Eredeti nevét alapítójáról kapta, mai neve a német stuben szóból származik. A településre a 14. században német telepesek érkeztek. 1390-ben Felsőstubnya alapítása után az eredeti Stubnya falut Alsóstubnyának nevezték. 1437-től Stubna néven szerepel a forrásokban. A 15. századtól a háji uradalom részévé vált, a Háji család birtoka. A 15. századtól vámszedőhely volt, vámja 1437-től 1722-ig működött. 1532-től 1848-ig a körmöcbányai uradalom része. Lakói mezőgazdasággal, erdei munkákkal, vaskohászattal foglalkoztak.
A 18. század végén Vályi András így ír róla: „STUBNA. Alsó, és Felső Stubna. Két német, és tót falu Turócz Várm. földes Ura mind a’ kettőnek Körmötz-Bánya Városa, lakosai amannak evangelikusok, és ennek katolikusok, fekszenek Spitzenberg nevű, fejér krétához hasonlító földű hegynek szomszédságában; fűrész malmai nevezetesek, mellyeket Zsarnovitza vize hajt; fördője, és ispotállya is vagyon Alsó Stubnának; határbéli földgyeik középszerűek, legelőjök, fájok elég van, keresetre módgyok a’ Körmötzi Bányákban.”

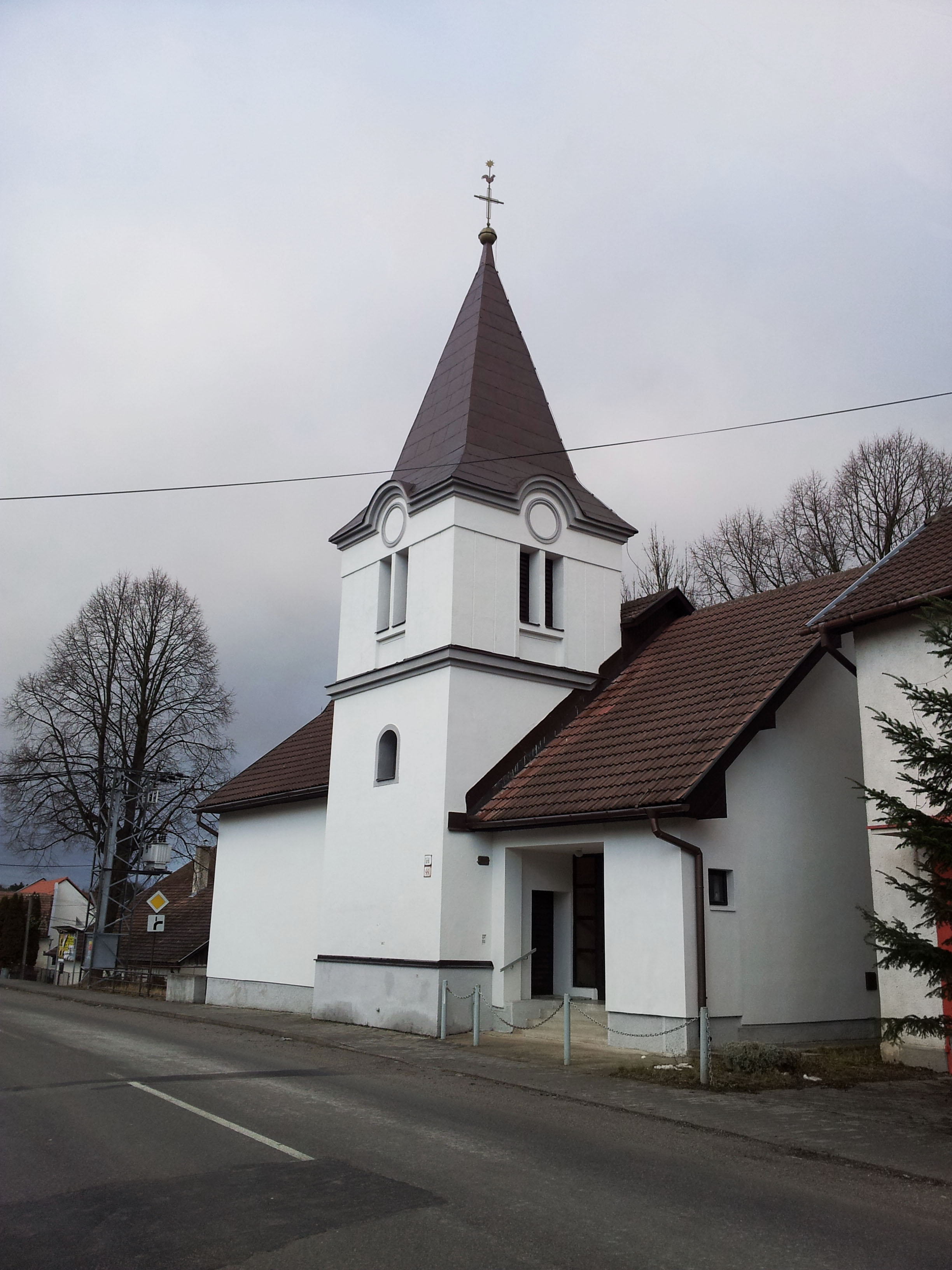
Evangélikus templom

Fényes Elek 1851-ben kiadott geográfiai szótárában így ír a faluról: „Stubnya (Alsó), tót falu, Thurócz vgyében, Körmöcztől 2 1/2 mfd – a Thuróczba vezető országutban, 213 kath., 355 evang. lak. Van egy vizi malma és kallója a Zsarnovicza patakján; ispotálya, igen jó rétjei; de főnevezetessége meleg ásványos forrásában áll. Alkotó része a viznek, melly kristály tisztaságu, s minden erősebb szag nélkül való, igen finom kénkő-szesz, vas részecskékkel vegyes mészföld, kevés selenit és keserü só. Használ az elgyengült tagok erősitésében, reszketésben, mindenféle tisztátalan daganatokban, rühben, más bőr-nyavalyákban. Egyébiránt a fördőnek több osztályai vannak, s elosztatik a podagrások, czigány, paraszt és urak fördőjére; ezeken kivül vannak még az ispotályfördők. F. u. Körmöcz városa.”
1910-ben 740, túlnyomórészt szlovák lakosa volt. A trianoni diktátumig Turóc vármegye Stubnyafürdői járásához tartozott.
1971-óta Stubnyafürdő része.

## Nevezetességei
- Szent Anna tiszteletére szentelt római katolikus temploma 1596-ban épült, eredetileg reneszánsz stílusú. A 20. században átépítették.